# Tulostoma meridionale
La especie Tulostoma meridionale es un hongo representante del género Tulostoma de la familia Agaricaceae. El origen etimológico de la palabra Tulostoma viene del gr. týlos que significa joroba, callo, dureza, clavija; y de stóma que significa boca, poro, por la forma en que se efectúa la dehiscencia, mediante un poro apical con frecuencia umbonado.

## Descripción
La especie Tulostoma meridionale se distingue por tener un saco esporífero globoso deprimido, de 10-12 x 8-10 mm, no fácilmente separable del pie. Tiene un exoperidio (ver peridio) tenuamente membranoso, fácil de confundirse con uno de naturaleza hifal, no del todo caduco, que permanece adherido en manchones escamiformes sobre el endoperidio, pardo grisáceo por fuera, pálido por dentro, hifas de 2-3 μm. Su endoperidio es blanquecino y está recubierto por restos de exoperidio. La boca tubular es más o menos elevada, a veces orbiculada, con el peristoma ligeramente más hundido y oscuro, de 1 mm de diámetro. Su cuello es poco conspicuo y separado, con la membrana casi entera. Tiene un pie de 30 x 2-3 mm, moreno a castaño, castaño hacia el ápice, donde se engruesa un poco, terminando en un pequeño bulbillo terroso, o uniforme, surcado en el tercio superior, o rugoso, blanquecino por debajo de la corteza. Emite esporas globosas a subglobosas, amarillentas, ornamentación semejando trozos de loza pegadas sobre la superficie, de 7-9 x 6-8 μm. Tiene un capilicio hialino a ligeramente amarillento, septado, profusamente ramificado, 2-9 μm de diámetro, con pared gruesa.

## Distribución
Esta especie se encuentra en Estados Unidos y México. En este último se conoce en San Luis Potosí e Hidalgo.

## Hábitat
Este hongo es solitario o gregario y crece en suelo, en pastizales xerófilos de Bouteloua gracilis, o semiáridos o en matorrales xerófilos.

## Estado de conservación
Esta especie no está en ninguna categoría de la Norma Oficial Mexicana 059, pero podría aparecer en alguna, debido a su reducida distribución.